# Тенант (Калифорнија)
Тенант (енгл. Tennant) насељено је место без административног статуса у америчкој савезној држави Калифорнија.

## Демографија
По попису из 2010. године број становника је 41, што је 22 (-34,9%) становника мање него 2000. године.
| Група             | 2000.      | 2010.      |
| Белци             | 53 (84,1%) | 33 (80,5%) |
| Афроамериканци    | 0 (0,0%)   | 0 (0,0%)   |
| Азијати           | 0 (0,0%)   | 0 (0,0%)   |
| Хиспаноамериканци | 7 (11,1%)  | 4 (9,8%)   |
| Укупно            | 63         | 41         |